# Gazçy Gazojak
Le Gazçy Gazojak est un club turkmène de football.

## Palmarès
- Championnat du Turkménistan
  - Vice-champion : 2005